# Manchester Open 1994
Il Manchester Open 1994 è stato un torneo di tennis giocato sull'erba. È stata la 5ª edizione del torneo, che fa parte della categoria World Series nell'ambito dell'ATP Tour 1994. Si è giocato a Manchester in Gran Bretagna dal 13 al 20 giugno 1994.

## Campioni

### Singolare maschile
Patrick Rafter ha battuto in finale  Wayne Ferriera con il punteggio di 7–6(5), 7–6(4).

### Doppio maschile
Rick Leach /  Danie Visser hanno battuto in finale  Scott Davis /  Trevor Kronemann con il punteggio di 6–4, 4–6, 7–6